# Deseti brat (film)
Deseti brat je slovenski zgodovinski dramski film iz leta 1982, posnet po istoimenskem romanu Josipa Jurčiča. 
Zgodba je postavljena na grad Slemenice v leto 1840. Lovro Kvas pride na grad kot učitelj in se zaljubi v Manico, Martinek Spak mora kot deseti brat od hiše.

## Kritike
Stanka Godnič (Delo) je opazila, da je Duletič poskusil z drugačnim pristopom od svojega dotedanjega, kar se mu ni zmeraj posrečilo ter da je bil Jurčiču premalo ali pa preveč zvest. Premajhno zvestobo je videla v slikanju graščine kot gradu, pol meščana in pol kmeta kot plemenitega gospoda in njegove s kmetovanjem povezane žene kot grajske gospe, preveliko pa v okornih gosposkih dialogih togih interpretov, zaradi česar izpadejo slabši kot v knjigi. Likom je očitala izumetničenost in pomanjkanje kmečke topline, Žigonovemu liku premajhno mračnost, Králjevemu liku Benjaminu pa pomanjkanje kmečkih korenin. Pohvalila je Sotlarjevega Krjavlja in odstranitev poenostavljajočega folklorizma, prisotnega v odrskih priredbah. Nove dramaturške vezi je niso vedno prepričale, montaža pa jo je zmotila zaradi kombinacije zanašanja na poznavanje literarnega izhodišča in dopolnjevanja po svoje. Glasba in kostumi poleg stilizirane pripovedi so ji dajali občutek operne predstave. Želela si je več časa, namenjenega liku Dolefa. Film, ki je nastal kljub težavam slovenske filmske proizvodnje, ji je zbudil dvom o pravilnosti Duletičevih izbir kljub njegovi znani natančnosti.

## Zasedba
- Radko Polič: Deseti brat
- Bert Sotlar: Krjavelj
- Stevo Žigon: g. Piškav
- Boris Kralj: Benjamin
- Matjaž Višnar: Lovro Kvas
- Jana Habjan: Manica
- Željko Hrs: Marjan Piškav
- Štefka Drolc: Benjaminova žena
- Marjeta Gregorač: mati Desetega brata
- Janez Vrhovec: sodnik
- Volodja Peer: stric Dolef
- Angelca Hlebce: Urša
- Zvone Hribar: obrtnik
- Janez Bermež: dr. Vencelj
- Lučka Drolc: dekla
- Miško Hočevar: glasbenik
- Jerneja Jambrek: Vencljeva hči
- Bogo Križnar: kmet
- Rajko Ložar: vohun
- Ivanka Mežan: gospa
- Branko Miklavc: duhovnik
- Maja Novak: poročnikovo dekle
- Anton Petje: stotnik Drašič
- Vinko Podgoršek: kmet Miha
- Janez Rohaček: kmet Matevž
- Anica Sadar: kmetica
- Lojze Sadar: kmet
- Igor Samobor: poročnik
- Jože Šinjur: Francelj
- Jasna Šlibar: dekla
- Tonko Smolej: bebček
- Danilo Turk: Obrščak
- Robert Vesel: pritrkovalec

## Ekipa
- fotografija: Mile de Gleria
- scenografija: Mirko Lipužič
- kostumografija: Mija Jarc in Cveta Mirnik
- maska: Berta Meglič
- zvok: Marjan Meglič
- glasba: arhivska (Haydn, Franck, Schubert)

## Nagrade
- Teden domačega filma 1982: debitant leta: Matjaž Višnar